# Alianza militar franco-polaca (1524)
La alianza militar franco-polaca de 1524 fue formada por el rey de Francia, Francisco I y el monarca polaco Segismundo I.
Francisco I estaba en búsqueda de aliados en la Europa Central para crear un balance de poderes en contra del emperador romano-germánico Carlos V, de la Casa de Habsburgo. La esposa de Segismundo I, la reina Bona Sforza, fue quién se encargó de promover dicha alianza, con el objetivo de recuperar la soberanía sobre el Ducado de Milán. El propio Segismundo vio conveniente una alianza, pues Carlos V estaba en contacto con el Principado de Moscú, y al rey polaco no le convenía esta acción, pues se podría ver obligado a pelear en dos frentes.
Las negociaciones fueron realizadas y firmadas en 1524 por Antonio Rincón y Hieronymus Lasky. En el acuerdo, se estipuló que Segismundo I debía apoyar a las fuerzas de Francisco I para tratar de reconquistar Milán, pues el mismo Segismundo tenía cierto derecho sobre el Milanesado a causa de su matrimonio con Bona Sforza. Además, como cláusula del tratado, se estableció en el mismo que Enrique, duque de Orléans, hijo de Francisco I, estaba obligado a esposarse con una hija del rey Segismundo I. Por su parte, Segismundo Augusto, hijo mayor del rey polaco, habría de contraer matrimonio con una hija del monarca francés.
El acuerdo se vino abajo cuando Francisco I fue derrotado por las tropas de Carlos V en la Batalla de Pavía en 1525. De nueva cuenta, Francisco volvió a buscar aliados en Europa Central, y fue en 1528 cuando logró una alianza con Juan I de Zápolya, rey de Hungría.